# 33040 Pavelmayer
33040 Pavelmayer este un asteroid din centura principală de asteroizi.

## Descriere
33040 Pavelmayer este un asteroid din centura principală de asteroizi. A fost descoperit pe 28 septembrie 1997 la Observatorul din Ondřejov de Marek Wolf. Asteroidul prezintă o orbită caracterizată de o semiaxă mare de 2,23 ua, o excentricitate de 0,10 și o înclinație de 2,8° în raport cu ecliptica.